# Donkervoort

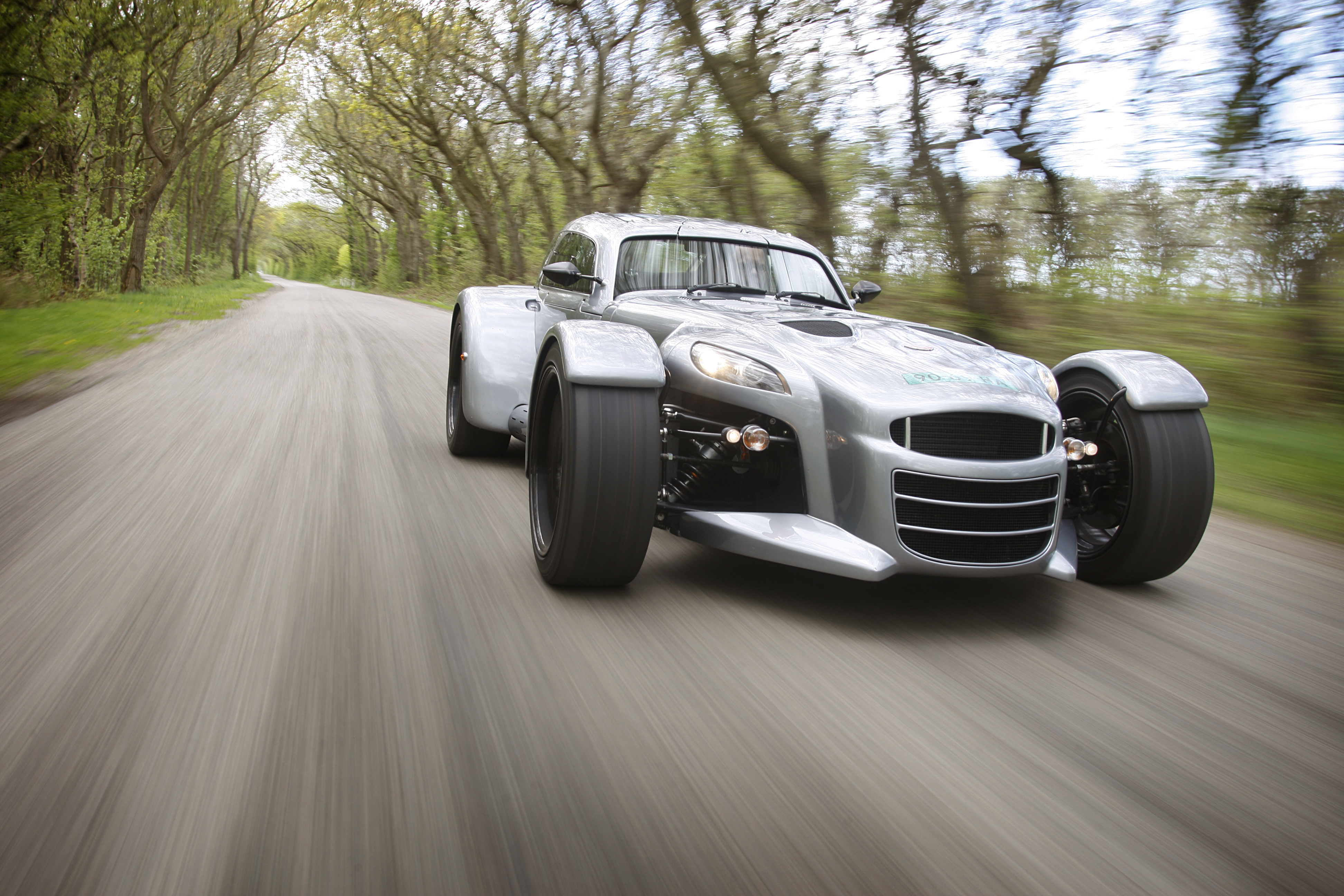
Donkervoort D8 GT

Donkervoort é um fabricante holandês de carros esportivos que produz veículos de peso ultraleve e feitos à mão. Foi fundada em 1978, pelo empresário Joop Donkervoort, e sua sede está localizada na cidade de Lelystad nos Países Baixos. A empresa é conhecida por seus veículos esportivos de alto desempenho, devido aos seus carros ultraleves, alguns modelos atingem 0-100 km/h em 2,8 segundos.

## História
A história da empresa remonta ao ano de 1978, quando Joop Donkervoort construiu seu primeiro carro esporte baseado no Lotus Seven, que significa o ponto de partida da empresa de carros esportivos de alto desempenho muito bem-sucedida que leva o seu sobrenome.
Em 1983, Donkervoort transferiu sua sede de Tienhoven para uma maior instalação de produção em Loosdrecht, seguido por outra mudança em 2000 para sua atual sede e fábrica em Lelystad.
Desde a sua fundação, a empresa produziu uma variedade de veículos: Donkervoort S7 (1978 a 1984), Donkervoort S8 (1984 a 1994), Donkervoort D10 (1988) - que foi produzido para o 10º aniversário de Donkervoort e Donkervoort D8 (1993-2002) - que é o modelo de maior sucesso da empresa. Desde 2022, a empresa encerrou a linha de produção do D8 e introduziu um novo modelo, o F22.
O tipo de veículo Donkervoort D8 foi redesenhado pelo fundador Joop Donkervoort.
A Donkervoort usa materiais como plástico reforçado com fibra de carbono (CFRP) e outros materiais compósitos modernos para seus carros ultraleves.
Se os primeiros modelos da série S em 1978 foram movidos por motores Ford, desde 1998 os modelos da série D são movidos exclusivamente pela Audi após a assinatura de um acordo comercial.
Em 2021, Joop Donkervoort se afastou de sua empresa, passando a propriedade para seu filho, Denis.
Em julho de 2022, Donkervoort anunciou a sua entrada no mercado norte-americano, estando disponível como uma marca de carros nos Estados Unidos, e que está expandindo suas localizações e serviços mundiais.

## Filosofia

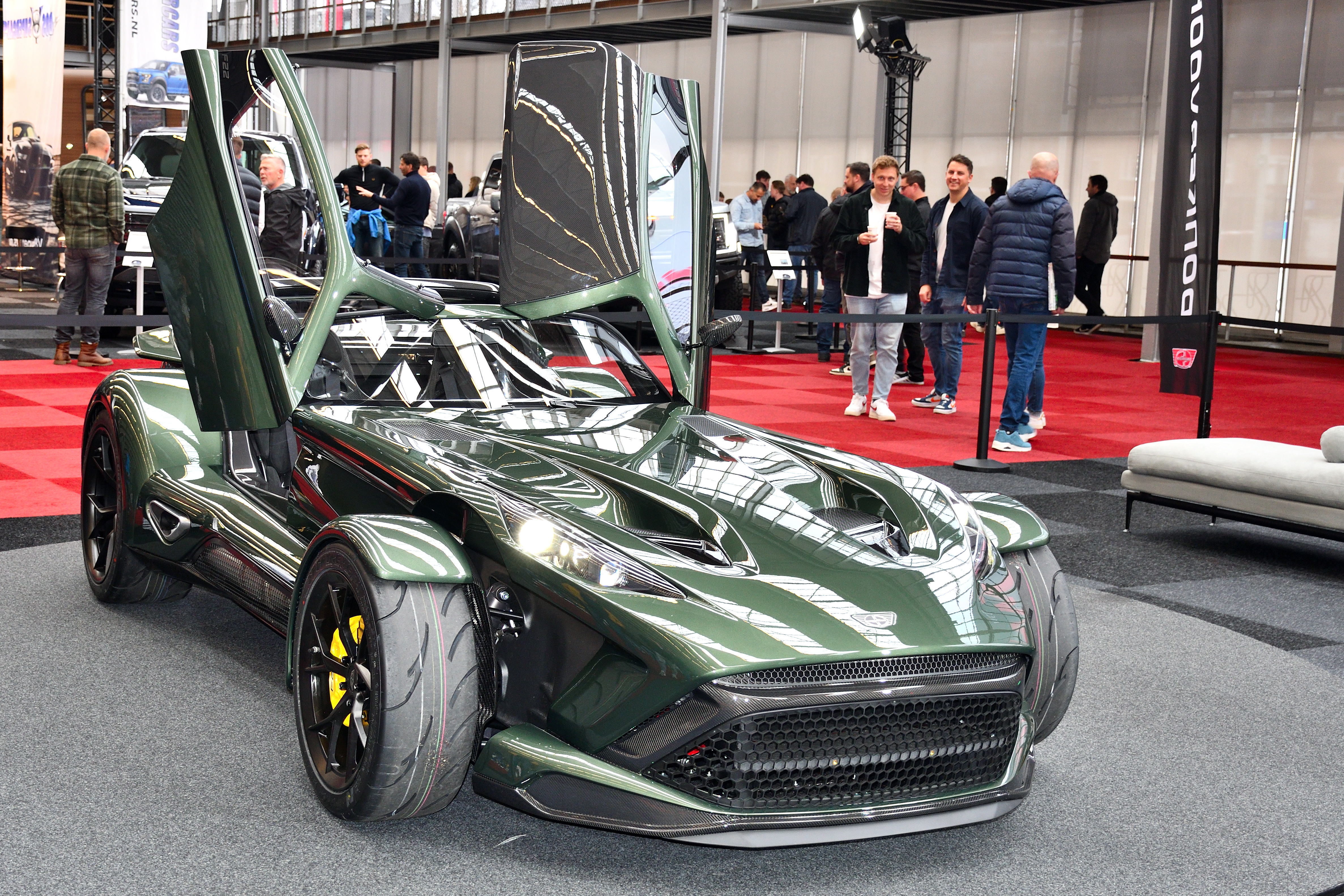
Donkervoort F22

A filosofia da marca é "sem compromisso", ou seja, a esportividade e o prazer automotivo levados ao extremo, sem compromisso. Ao contrário de carros modernos, os veículos da Donkervoort não usam sistema de freio antibloqueio (ABS) nem programa eletrônico de estabilidade (ESP). Apenas um controle de tração ajustável, função de comutação de aceleração total e controle de lançamento são oferecidos como opções.
Os lemas da Donkervoort são "sem compromisso" e "mais do que uma empresa de automóveis desportivos", o primeiro lema significando que a empresa fabrica os seus veículos à mão sem investimento estrangeiro adicional e o segundo lema significando que não é apenas uma empresa de automóveis desportivos, a empresa pode construir os carros como os motoristas querem que eles sejam.